# Curtea de Argeș-i kolostor
A Curtea de Argeș-i kolostor (románul: Mănăstirea Curtea de Argeș) ortodox kolostor, épületegyüttes Romániában, Curtea de Argeș (egyes forrásokban Argyasudvarhely) városában. 1512 és 1517 között, V. Basarab havasalföldi fejedelem (Neagoe Basarab) uralkodása alatt épült. Műemléki védelem alatt áll; a romániai műemlékek jegyzékében az AG-II-a-A-13628 sorszámon szerepel.
A kolostorhoz tartozó püspöki székesegyház Havasalföld egyik legnevezetesebb építészeti emléke. A háromkaréjos alaprajzú, széles narthexű, négy kupolájú, kőfaragással gazdagon díszített templom a 18. századig számos fejedelmi alapítású reprezentatív kolostor építészeti archetípusaként szolgált. A templom a Curtea de Argeș bizánci és posztbizánci templomai helyszín részeként 1991 óta a Világörökség várományosi listáján szerepel.
A templom fejedelmi temetkezőhelyként is szolgált, a kripták az előcsarnokban találhatók. Itt található az alapító V. Basarab és veje, V. Radu sírja, de 1914-től a román királyoké is: I. Károly és felesége, Erzsébet; I. Ferdinánd Mária; valamint II. Károly és Ilona nyughelye. Mivel itt már nem volt hely, 2009 és 2017 között új királyi mauzóleum épült; ebben van eltemetve I. Mihály király és felesége, Anna.

## Történelem
A kolostor V. Basarab havasalföldi fejedelem uralkodása alatt, 1512 és 1517 között épült, a korábban ott álló havasalföldi érsekség lebontott épületeinek helyén. A csiszolt és profilírozott kőből épült templom háromkaréjos alaprajzát a Vodița II típus (a Vodița kolostor második, 14. században épült temploma) ihlette, és maga is számos későbbi épületnek szolgált mintául (pl. bukaresti pátriárkai székesegyház, egykori Cotroceni kolostor, Tismanai kolostor). A belső festéssel ugyanakkor csak 1526-ban, V. Radu havasalföldi fejedelem idejében készült el Târgoviștei Dobromir mester. A festmények töredékeit a bukaresti Románia Nemzeti Művészeti Múzeumában őrzik.

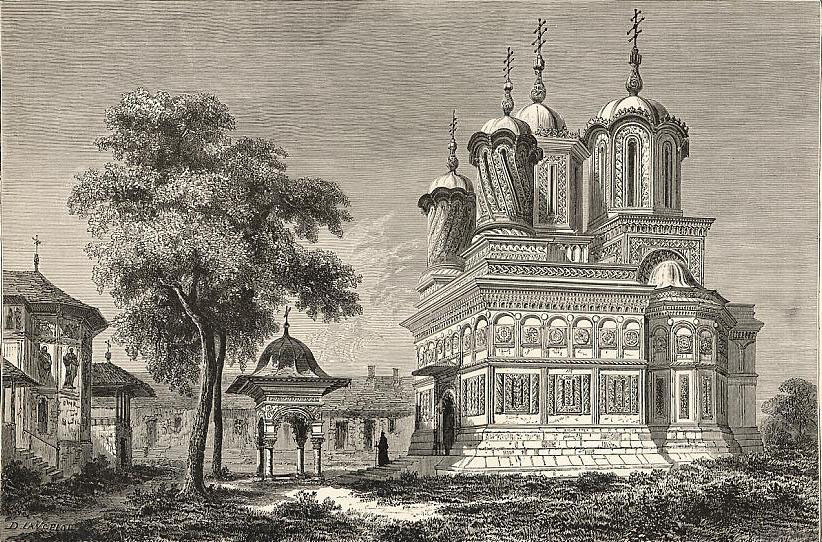
A püspöki székesegyház az 1875–1886-os felújítás előtt

Az idők folyamán az emberi tevékenység, tűzvész és földrengés okozta károkat 1682-ben Șerban Cantacuzino havasalföldi fejedelem javíttatta ki. A templom 1793, az Argeși egyházmegye megalapítása óta püspöki székesegyház.
Egy újabb tűzvészt követően, 1875 és 1886 között André Lecomte du Noüy francia építész, Eugène Viollet-le-Duc tanítványa restaurálta, azonban néhány olyan módosítást is végzett, amelyek csökkentették a műemlék történeti értékét. Dobromir mester falfestményeit eltávolította, és helyére saját testvérének az eredetieknél gyengébb festményei kerültek. Ugyanebben az időszakban I. Károly román király uralkodása idején épült fel a kolostor német stílusú, dísztéglával kirakott temploma, szintén André Lecomte du Noüy irányításával. 1949 óta itt őrzik Szent Filoteia ereklyéit.
A püspöki székesegyházat 1914-től I. Károly királyi temetkezőhelynek jelölte ki, és ide temették a román királyi család tagjait. Mivel itt már nem volt hely, 2009 és 2017 között új királyi mauzóleum épült;  I. Mihály király és felesége, Anna már ebben van eltemetve.
A kolostor gyűjteményében őrzik a régi ikonosztázt, valamint néhány Șerban Cantacuzino idejéből származó szentképet. Ki van állítva Erzsébet román királyné saját kezűleg, aranybetűkkel festett evangéliuma is.

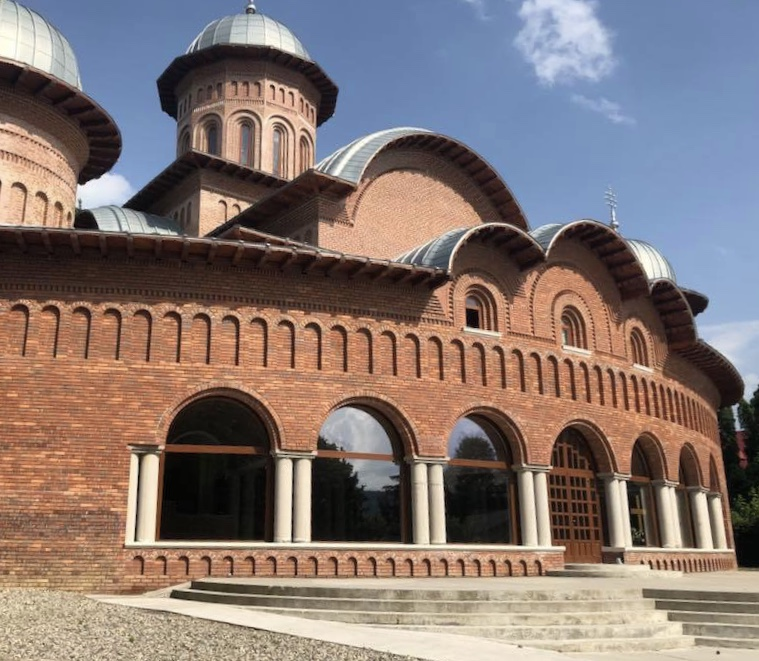
A 21. század elején épült királyi mauzóleum

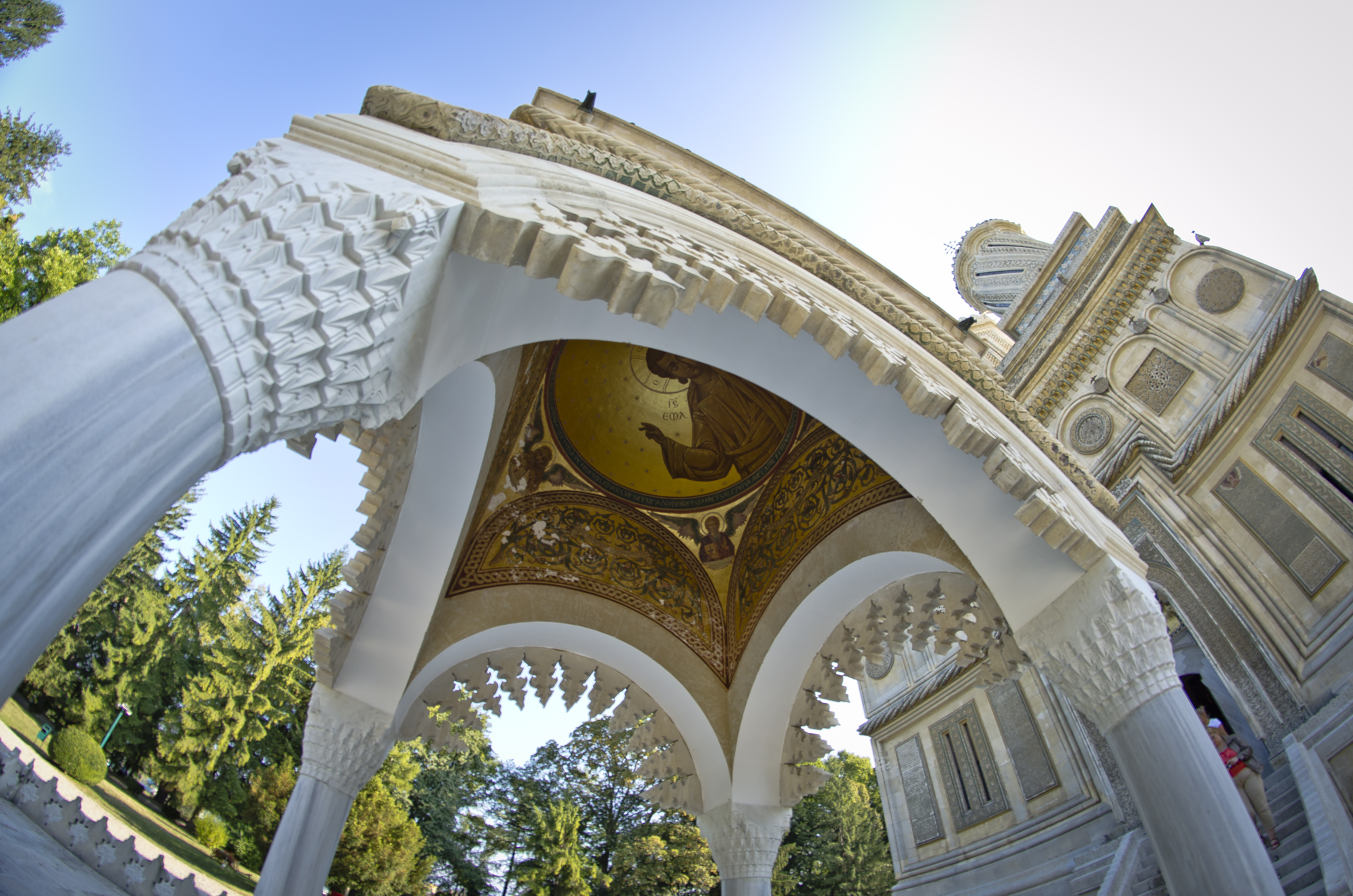
A székesegyház előtti szenteltvíztartó medence pavilonja

## A kultúrában
A kolostor közelében található Manole mester kútja. Manole mester (románul: Meșterul Manole) román mitológiai alak, kőművesmester, a Curtea de Argeș-i kolostor építője. Kőműves Kelemen román megfelelőjének tekinthető. A legenda szerint Negru vajda tíz kőművessel, köztük fő mesterükkel, Manolével az Argeș folyó mentén keresett helyet egy új kolostor felépítéséhez. A hely kiválasztása után a kőművesek nekiláttak az építkezésnek, de amit nappal felraktak, éjjel rendre leomlott. Néhány nap után Manole álmot látott: az átok akkor törik meg, ha reggel az elsőnek élelmet hozó húgot, feleséget feláldozzák, befalazzák. Másnap hajnalban saját feleségét látta meg elsőként közeledni. A kőművesek élve be is falazták. A kolostor felépült; az avatáskor azonban Negru vajda kérdésére, hogy tudnának-e szebbet, nagyobbat építeni, az állványokon és tetőn álló tíz kőműves kérkedve igennel felelt. A vajda dühében ledönttette az állványokat, létrákat, hogy ne tudjanak lejönni. Ők azonban zsindelyekből szárnyakat építettek, s azzal leugrottak, de szörnyethaltak. A kút a legenda szerint a mester lezuhanásának helyén áll.

## Fordítás
- Ez a szócikk részben vagy egészben  a   Mănăstirea Curtea de Argeș című román Wikipédia-szócikk ezen változatának fordításán alapul.  Az eredeti cikk szerkesztőit annak laptörténete sorolja fel. Ez a jelzés csupán a megfogalmazás eredetét és a szerzői jogokat jelzi, nem szolgál a cikkben szereplő információk forrásmegjelöléseként.